# Quỳnh Giao (ca sĩ)
Quỳnh Giao (1946 – 2014) là một nữ ca sĩ Việt Nam, tên thật là Nguyễn Phước Công Tằng Tôn Nữ Đoan Trang, sinh ngày 8 tháng 11 năm 1946 tại làng Vỹ Dạ, Huế, Việt Nam.
Quỳnh Giao sinh ra trong gia đình dòng dõi hoàng tộc ở Huế, là con gái của Minh Trang (tên thật: Nguyễn Thị Ngọc Trâm (1921 – 2010)), nữ danh ca của tân nhạc những năm đầu. Cha là Nguyễn Phước Ưng Quả (1905 – 1951), cháu nội Tuy Lý Vương Miên Trinh, là người con thứ 11 của vua Minh Mạng và em vua Thiệu Trị và là một học giả uyên bác, từng là Thái tử Thiếu bảo khi dạy học Thái tử Bảo Long, Hiệu trưởng trường Quốc học tại Huế, và Giám đốc Nha học chánh Trung Phần thuộc Bộ Học của nước Việt Nam thời Pháp. Năm Quỳnh Giao 5 tuổi, cha của bà qua đời và mẹ bà tái giá với nhạc sĩ Dương Thiệu Tước.

## Tiểu sử
Ngay từ bé, với tên thật Đoan Trang, Quỳnh Giao đã hát trên đài Phát thanh Quốc gia Sài Gòn, trong ban Tuổi Xanh của kịch sĩ Kiều Hạnh. Quỳnh Giao cũng từng tốt nghiệp thủ khoa lớp dương cầm và được bà Robin của Trung tâm văn Hóa Pháp, Alliance Française, hướng dẫn về thanh nhạc và opera.
Quỳnh Giao thực sự đến với âm nhạc khi 15 tuổi. Đó là năm 1961, bà Minh Trang đang cộng tác với ban Tây Hồ của nhạc sĩ Hoàng Trọng thì mất giọng do căn bệnh hen suyễn nên Quỳnh Giao được mời vào thay thế cho mẹ. Từ đó bà đi hát với nghệ danh Quỳnh Giao và trở thành một ca sĩ quan trọng trong những chương trình ca nhạc của các đài phát thanh Sài Gòn, Quân đội và Tiếng Nói Tự Do trước năm 1975. Trong những năm đầu 1970 Quỳnh Giao cùng với các em gái Vân Quỳnh, Vân Khanh và Vân Hòa thành lập Ban tứ ca Bốn Phương chuyên hát tại vũ trường Ritz và thâu âm cho các trung tâm Băng nhạc Jo Marcel, Phạm Mạnh Cương và Premier.
Ngày 24 tháng 4 năm 1975, Quỳnh Giao cùng chồng và con rời Việt Nam sang cư ngụ tại thành phố Annandale, Virginia. Trong thời gian ở Annandale, bà gần như ngưng mọi hoạt động về ca nhạc ngoài việc tiếp tục mở lớp dạy dương cầm và thỉnh thoảng thực hiện vài băng nhạc có tính cách lưu niệm do chính bà tự đàn và hát.
Năm 1990, Quỳnh Giao tái giá với chuyên gia kinh tế học Nguyễn Xuân Nghĩa, sau đó bà cùng chồng về sống tại California. Từ đó, bà bắt đầu quay lại với âm nhạc và phát hành nhiều CD thành công như Khúc nguyệt quỳnh, Hành trình Phạm Duy... Quỳnh Giao cũng cùng với các ca sĩ Mai Hương, Kim Tước lập ban Tiếng Tơ Đồng ở hải ngoại và thu được nhiều thành công.
Ca sĩ Quỳnh Giao qua đời vào lúc 3 giờ sáng hôm thứ tư ngày 23 tháng 7 năm 2014 tại Fountain Valley, California, hưởng thọ 68 tuổi.

## Băng nhạc Quỳnh Giao
Trong khoảng thời gian từ 1965 đến 1975, Quỳnh Giao cùng với ban Bốn Phương đã thâu âm một số băng nhạc cho các hãng Phạm Mạnh Cương, Jo Marcel, Premier, Tiếng Nhạc Tâm Tình...
1. Quỳnh Giao – Hát cho kỷ niệm 1, 1983
2. Quỳnh Giao – Còn Thoáng Chiêm Bao, Duyên Anh soạn nhạc, 1986
3. Quỳnh Giao – Chinh Phụ Ngâm, Cung Tiến soạn nhạc, hát cùng với Kim Tước, Mai Hương và Giàn nhạc thính phòng San José, thâu live ngày 27 tháng 3 năm 1988
4. Quỳnh Giao – Hát cho kỷ niệm 2, 1988

## CD Quỳnh Giao
1. Khúc Nguyệt Quỳnh, 1992
2. Đêm Tàn Bến Ngự - Tình khúc Dương Thiệu Tước. Cùng Kim Tước, 1995
3. Tình khúc Văn Cao. Cùng Mai Hương, 1995
4. Tiếng chuông chiều thu, 1996
5. Chiều về trên sông, 1997
6. Ngàn thu áo tím, 1998
7. Tìm nhau bốn mùa. Cùng Kim Tước, Mai Hương và Duy Trác, 1998
8. Hành trình Phạm Duy, 1999
9. Hình ảnh một buổi chiều, 2000
10. Tình khúc Văn Phụng & Hoàng Trọng, 2001
11. Thơ tình phổ nhạc, 2002
12. Hoa xuân, 2003
13. Tình ca Phạm Duy, 2005
14. Trở về thôn cũ, 2005
15. Các bản thâu âm lẻ cho các Chương trình CD: Đoàn Chuẩn, Xuân, Hùng Ca, Giáng Sinh của Trung tâm Mai Ngọc Khánh từ năm 1995 ~ 1998
16. Các bản thâu âm lẻ cho các Chương trình CD: CD Đưa Người Về Phương Đông-Tình Ca Phạm Anh Dũng phát hành 1993. CD Thiền Ca do Tuấn Khanh soạn nhạc, thơ thiền Tu sĩ Tịnh Liên do Thiền viện Sùng Nghiêm phát hành 2001. CD Lá Rơi Bên Thềm-Ca Khúc Lê Trọng Nguyễn 2006.